# Meilenstein (Krimnitz)

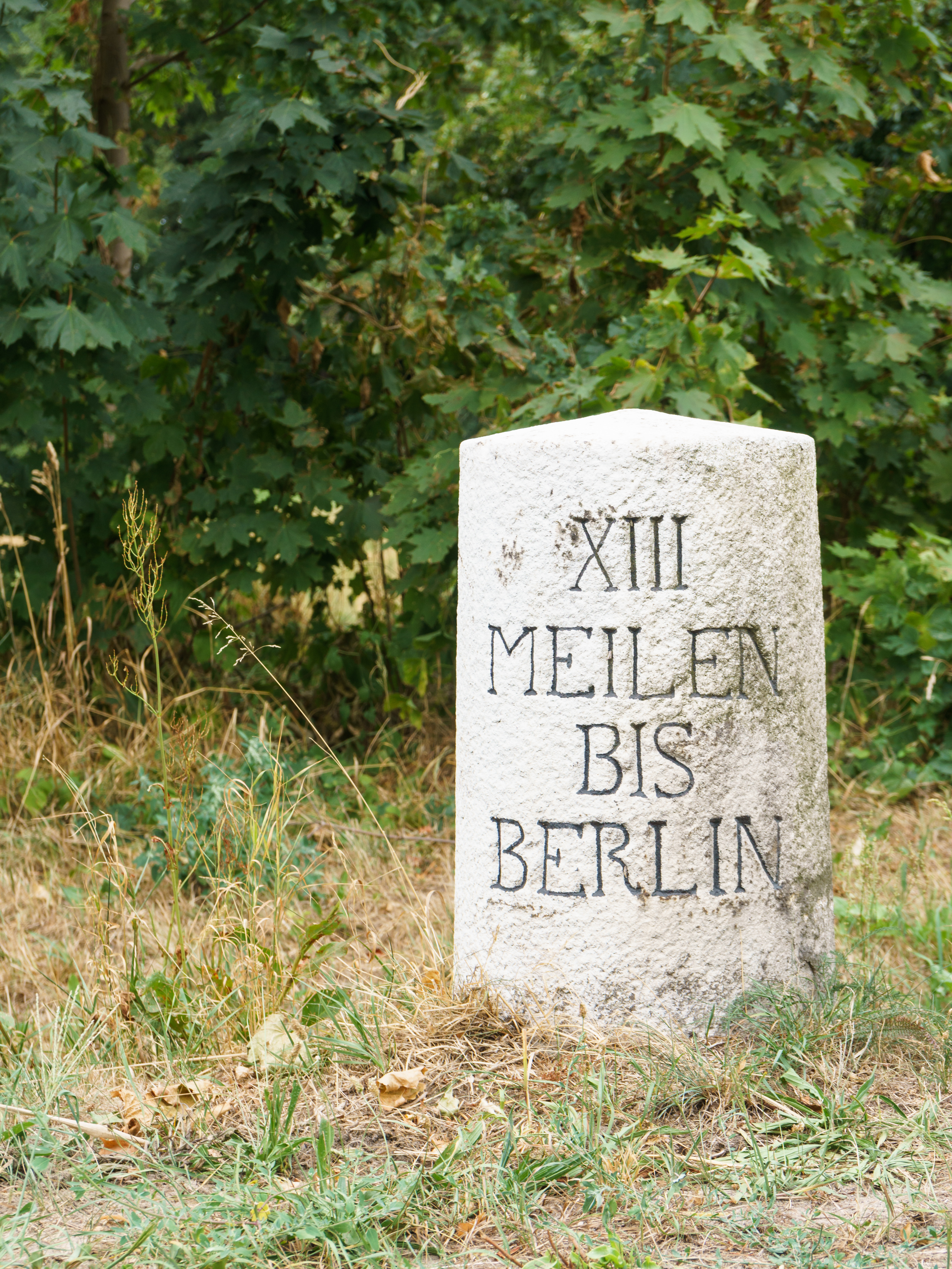
Preußischer Meilenstein bei Krimnitz

Der Preußische Meilenstein bei Krimnitz ist ein Baudenkmal der Stadt Lübbenau/Spreewald im Landkreis Oberspreewald-Lausitz in Brandenburg. Er befindet sich an der Landesstraße 49 zwischen den Ortsteilen Zerkwitz und Krimnitz vor dem Krimnitzer Ortseingang.
Der Rundsockelstein wurde 1844 oder 1845 im Zuge des Baus der damaligen Reichsstraße 115 zwischen Lübben und Cottbus aufgestellt. Der Meilenstein gibt die Entfernung nach Berlin mit dreizehn Preußischen Meilen an, was umgerechnet etwa 98 Kilometern entspricht. Zur Zeit der DDR wurde die Straße mit dem gleichen Nummernschema als Fernverkehrsstraße 115 bezeichnet und nach der Wiedervereinigung wurde die Straße zur Bundesstraße 115. Der Abschnitt, an dem der Meilenstein steht, wurde Ende 2004 zur Landesstraße 49 herabgestuft.